# التاريخ السياسي للجيش الروماني
لطالما كان جيش روما مرتبطًا بإحكام بنظامها السياسي. في المملكة الرومانية، كانت المكانة الاجتماعية لشخص ما تؤثر في أدواره السياسة والعسكرية، والتي كانت تُنظم غالبًا في عشائر عائلية مثل اليوليين. غالبًا ما كانت هذه العشائر تتمتع بقدر كبير من السلطة وكانت ذات نفوذ كبير عبر المملكة الرومانية إلى الجمهورية. كان النظام السياسي منذ وقت مبكر قائمًا على التنافس بين النخبة الحاكمة، البطارقة. كان أعضاء مجلس الشيوخ في الجمهورية يتنافسون بضراوة على المناصب العامة، وأكثر هذه المناصب رغبةً فيه هو القنصل. كان يُنتخب كل عام اثنان ليرأسا حكومة الدولة، ويُخصص جيش قنصلي ومنطقة يعسكر فيها. منذ غايوس ماريوس وسولا فصاعدًا، بدأ التحكم بالجيش يرتبط بالمطامح السياسية للأفراد، ما قاد إلى الحكم الثلاثي الأول في القرن الأول ق.م وأسفر عن حرب قيصر الأهلية. ابتُليت الجمهورية والإمبراطورية الأخيرة بصورة متزايدة باغتصابات الملكية التي قادها الجيش أو دعمها، ما أودى إلى أزمة القرن الثالث في الإمبراطورية الأخيرة. 

## المملكة الرومانية
في عهد الملك الإتروري سيرفيوس توليوس، كانت مكانة الشخص الاجتماعية وثروته تقرران دوره السياسي والعسكري، فبعد إصلاحاته، صار للرجل الغني حق أكبر في التصويت ومكانة أعلى داخل الجيش من الرجل الفقير. حدث تسييس آخر للجيش شمل ضباطًا لوحدة لا ينتمون إليها يجري استقطابهم من طبقة الوحدة العسكرية التي يقودها لكنهم يُختارون في كثير من الأحيان عبر التصويت.

## الجمهورية الرومانية
في الجمهورية، استمر تقليد تقرير الطبقة الاجتماعية الواجب العسكري، على الرغم من التغيرات الهيكلية –استمر الإتروريون الأثرياء بالخدمة معًا في الإكوايتس على سبيل المثال- لكن الرتب الأدنى أصبحت أقل تسييسًا واستندت إلى مزيج من الطبقة الاجتماعية والعمر والخبرة العسكرية بدلًا من الطبقة الاجتماعية وحدها. بالنسبة لغير المواطنين، كان قضاء 25 سنة في الجيش وسيلة مضمونة لضمان المواطنة لهم ولعائلاتهم.
بالرغم من هذه التغيرات في الرتب الدنيا من الجيش، بدأت عملية تسييس للقيادة العسكرية بين قادة الجيش. في الجمهورية، جعلت الخدمة العسكرية أي شخص من الطبقة الإترورية مؤهلًا لنطاق واسع من التعيينات المربحة، ذلك أن الانتصارات العسكرية كانت تعزز حياة الشخص المهنية، وصارت الخدمة العسكرية شرطًا مسبقًا لعدد من المناصب السياسية. كان الهدف في البداية التأكد من أن جميع القادة السياسيين قد أظهروا التفاني والواجب في الخدمة العسكرية، وكانت العاقبة جعل الخبرة العسكرية ذات أهمية قصوى في الحياة السياسية للرومان، إضافة إلى النتيجة النهائية التي تجعل الجيوش أدوات لتحقيق الأهداف السياسية لجنرالاتهم، لا قوات دولة متحالفة بصورة محايدة. على أعلى مستوى، كان يُنتخب قنصلين كل عام لرئاسة حكومة الدولة وفي نفس الوقت يُعينان قائدين أعليين للجيش الروماني، ويجري تخصيص جيش قنصلي ومنطقة يعسكر فيها.

## من آخر الجمهورية إلى وسط الإمبراطورية
في عام 100 ق.م، كان لوسيوس أبوليوس ساتورنينوس مدافعًا عن الشعب وداعيًا إلى العديد من الإصلاحات الاجتماعية، ومن بينها مشروع قانون يمنح الأراضي الاستعمارية لقدامى المحاربين، وهو اقتراح كان جذريًا وغير مرضٍ لمجلس الشيوخ الأرستقراطي الذي عارض هذه الإجراءات. اندلع العنف وأمر مجلس الشيوخ غايوس ماريوس، باعتباره قنصلًا لتلك السنة، بقمع التمرد. امتثل ماريوس رغم أنه كان متحالفًا عمومًا مع الراديكاليين للطلب وقمع الثورة لصالح النظام العام. عادت القضية السياسية لتخصيص الأراضي للمحاربين القدامى في روما عدة مرات لتطارد الدولة بما في ذلك عام 14 بعد الميلاد عندما تمد جيش في أوروبا الوسطى بسبب فشل الدولة في توفير قطع الأراضي للجنود.